# Əfran İsmayılov
Əfran İsmayılov (ur. 8 października 1988 w Baku) − azerski piłkarz występujący na pozycji pomocnika w klubie Səbail Baku, do którego trafił w 2020 roku. W reprezentacji Azerbejdżanu zadebiutował w 2010 roku.